# Herman Daly
Herman Edward Daly (21. července 1938 – 28. října 2022) byl americký ekologický ekonom, profesor na University of Maryland ve Spojených státech. Daly pracoval jako seniorní analytik ve Světové bance, kde se podílel na vytváření politik spojených s udržitelným rozvojem. Je známý jako autor teorie ekonomiky ustáleného stavu.

## Dílo a myšlení
Pro Dalyho byl již od studií důležitou inspirací jeho učitel na Vanderbildtově univerzitě v Nashville Nicholas Georgescu-Roegen. Podle Georgescu-Roegena a Dalyho je tok nejen energie, ale i hmoty skrze ekonomiku vždy jednosměrný. Zpracováváním přírodních zdrojů na výrobky určené ke spotřebě vzniká odpad, jehož entropie (míra neuspořádanosti) je vždy větší než entropie původního zdroje. Ekonomický proces tak trvale znehodnocuje naše prostředí. S ekonomickým růstem se pak tento problém prohlubuje, zejména pokud je postaven na spotřebě neobnovitelných zdrojů s nízkou entropií (fosilní paliva), které nelze recyklovat.
V roce 1989 vymyslel spolu s teologem Johnem Cobbem alternativní ekonomický indikátor ISEW (Index of Sustainable Economic Welfare, index udržitelného ekonomického blahobytu). V roce 1990 vydal s týmž autorem knihu For the Common Good, která do hloubky kritizuje ekonomii středního proudu a její předpoklady, jako je redukce přírody na půdu či štěstí na spotřebu. Kniha se však zaměřuje i na hledání řešení v ekonomické teorii i praxi.
V roce 2004 vydal spolu s Joshuou Farleym knihu Ecological economics: principles and applications, kde systematicky shrnují principy ekologické ekonomie jako vědní disciplíny.
Daly ve svých dílech vysvětluje ekonomiku jako podmnožinu ekosystému Země, která bytostně závisí na tocích materiálu a energie, které ještě navíc znehodnocuje. Podle Dalyho by se ekonomové měli snažit o nastolení takového průtoku energií a materiálu ekonomickým systémem, aby nepřesáhl určité meze. Namísto maximálního růstu by měla tedy ekonomika usilovat o optimální, rovnovážný stav. Odtud pochází i jeho vize ekonomiky ustáleného stavu. Dalyho myšlenkami se inspiruje i současné hnutí ekonomického nerůstu.

## Významná díla
- Toward a Steady-State Economy (1973)
- Steady-State Economics (1977)
- For the Common Good, (1989, spoluautor John Cobb)
- Valuing the Earth (1993, spoluautor Kenneth Townsend)
- Beyond Growth (1996)
- Ecological Economics and the Ecology of Economics (1999)
- The Local Politics of Global Sustainability (2000, spoluautoři Thomas Prugh a Robert Costanza)
- Ecological Economics: Principles and Applications (2003, spoluautor Joshua Farley)